# Oecetis virgata
Oecetis virgata är en nattsländeart som beskrevs av Georg Ulmer 1908. Oecetis virgata ingår i släktet Oecetis och familjen långhornssländor. Inga underarter finns listade i Catalogue of Life.